# Breznița-Motru (gmina)
Breznița-Motru – gmina w Rumunii, w okręgu Mehedinți. Obejmuje miejscowości Breznița-Motru, Cosovăț, Deleni, Făuroaia, Plai, Tălăpanu i Valea Teiului. W 2011 roku liczyła 1520 mieszkańców.